# Jan Wosiński
Jan Wosiński (ur. 15 maja 1914 w Niedośpielinie, zm. 19 lipca 1996 w Płocku) – polski duchowny rzymskokatolicki, doktor teologii, biskup pomocniczy płocki w latach 1962–1991, administrator apostolski sede vacante diecezji płockiej w latach 1962–1964, od 1991 biskup pomocniczy senior diecezji płockiej.

## Życiorys
Urodził się 15 maja 1914 w Niedośpielinie. W latach 1928–1933 uczęszczał do Diecezjalnego Liceum św. Stanisława Kostki w Płocku. W 1933 uzyskał tam świadectwo dojrzałości. W latach 1933–1939 odbył studia filozoficzno-teologiczne w Wyższym Seminarium Duchownym w Płocku, na ostatnim roku pełniąc funkcję dziekana alumnów. 18 czerwca 1939 został wyświęcony na prezbitera w katedrze płockiej przez miejscowego biskupa pomocniczego Leona Wetmańskiego. W latach 1950–1954 kontynuował studia na Wydziale Teologicznym Katolickiego Uniwersytetu Lubelskiego, gdzie w 1952 uzyskał licencjat z teologii, a w 1954 doktorat na podstawie dysertacji Podmiot roztropności według św. Tomasza z Akwinu.
Bezpośrednio po święceniach kapłańskich został skierowany na wikariat do parafii kolegiackiej św. Mateusza w Pułtusku, skąd w marcu 1942 z powodu zagrożenia aresztowaniem przez gestapo udał się do Warszawy. Następnie pracował jako duszpasterz w parafii św. Marcina w Zadrożu i rodzinnej parafii w Niedośpielinie. Od marca 1943 był kapelanem pomocniczym przy zakładzie oświatowo-wychowawczym dla dziewcząt prowadzonym przez urszulanki w Warszawie, gdzie też uczył religii i łaciny. W czasie powstania warszawskiego posługiwał jako kapelan na Powiślu. W latach 1945–1948 był wikariuszem w Pułtusku, gdzie prowadził odbudowę kościoła szkolnego i nauczał religii w szkołach średnich. Od 1948 do 1950 zajmował stanowisko prefekta w Państwowym Gimnazjum i Liceum w Sierpcu. W tym czasie zorganizował miejscowe duszpasterstwo młodzieżowe. W Wyższym Seminarium Duchownym w Płocku był w latach 1954–1955 spowiednikiem kleryków, a od 1955 ojcem duchownym. Prowadził w nim wykłady z teologii fundamentalnej i teologii moralnej. W 1959 otrzymał godność szambelana Jego Świątobliwości.
20 listopada 1961 został prekonizowany biskupem pomocniczym diecezji płockiej ze stolicą tytularną Abaradira. O nominacji został powiadomiony przez Prymasa Polski pismem z 14 stycznia 1962. Święcenia biskupie przyjął 4 lutego 1962 w bazylice katedralnej Wniebowzięcia Najświętszej Maryi Panny w Płocku. Udzielił mu ich kardynał Stefan Wyszyński, prymas Polski, któremu asystowali Stefan Bareła, biskup diecezjalny częstochowski, i Piotr Dudziec, biskup pomocniczy płocki. Jako dewizę biskupią przyjął słowa „Immaculata vincet” (Niepokalana zwycięży). Od 19 maja 1962 do 21 stycznia 1964 sprawował rządy administratora apostolskiego sede vacante diecezji płockiej po śmierci biskupa Tadeusza Zakrzewskiego. W latach 1964–1991 piastował urząd wikariusza generalnego diecezji. W kurii biskupiej przewodniczył komisjom misyjnej i ekumenicznej, a także był wiceprzewodniczącym rady duszpasterskiej i członkiem consilium vigilantiae. 19 października 1991 została przyjęta jego rezygnacja z obowiązków biskupa pomocniczego diecezji płockiej.
W Episkopacie Polski w latach 1972–1984 był przewodniczącym Komisji ds. Misji, a ponadto zasiadał w Komisji ds. Duszpasterstwa Polonijnego. W latach 1963–1970 przewodniczył Papieskiej Unii Misyjnej Duchowieństwa, a w latach 1970–1985 Papieskim Dziełom Misyjnym w Polsce. W 1964 i 1965 uczestniczył w III i IV sesji soboru watykańskiego II.
Jako współkonsekrator uczestniczył w sakrach biskupa diecezjalnego płockiego Bogdana Mariana Sikorskiego (1964) i biskupa pomocniczego włocławskiego Romana Andrzejewskiego (1981).
Zmarł 19 lipca 1996 w Płocku. 22 lipca 1996 został pochowany na cmentarzu przy ul. Kobylińskiego w Płocku.